# Flabellamon
Flabellamon is een geslacht van kreeftachtigen uit de klasse van de Malacostraca (hogere kreeftachtigen).

## Soort
- Flabellamon kuehnelti (Pretzmann, 1963)